# Amo-te Teresa
Amo-te Teresa é um telefilme português de 2000, do género drama romântico, realizado por Ricardo Espírito Santo e Cristina Boavida. Com Ana Padrão, Diogo Morgado, Maria João Abreu, Marcantonio Del Carlo, José Wallenstein, Isabel de Castro, Sinde Filipe e Margarida Vila-Nova nos principais papéis.
A música "Asas Eléctricas" da banda portuguesa GNR é a música principal da banda sonora do telefilme.
Com o lançamento da OPTO, a plataforma de streaming da SIC, o filme foi lançado a 24 de novembro de 2020.

## Enredo
Teresa (Ana Padrão) é uma mulher de 35 anos que tem a profissão de médica. Depois de uma vida amorosa frustrada, decide deixar Lisboa e regressar à sua terra natal, de onde guarda muito ressentimento face ao tratamento que a sua mãe recebeu lá.
Quando está a chegar, um avião telecomandado embate contra o vidro do seu carro e quase que se tem um despiste. Teresa sai do carro, furiosa, e um rapaz de 15 anos de uma beleza invulgar (Diogo Morgado) vem ter com ela pedindo desculpa. Têm uma pequena discussão, mas logo nasce uma atração entre ambos.
Paula (Maria João Abreu) é uma das suas melhores amigas de infância e Teresa instala-se na casa em frente à da amiga. Quando chega, vai visitá-la e ambas conversam. Paula conta que tem dois filhos. Nesse momento, entra o rapaz cujo avião telecomandado embateu contra o carro de Teresa e Paula apresenta-o como sendo o seu filho mais velho, Miguel.

## Elenco
- Ana Padrão… Teresa
- Diogo Morgado… Miguel
- Maria João Abreu… Paula
- Marcantonio Del Carlo… Mário
- José Wallenstein… Victor
- Isabel de Castro… Cândida
- Sinde Filipe… Dr. Manuel
- Gonçalo Diniz…  Jaime
- António Capelo… Alberto
- Maria Emília Correia… Emília
- Afonso Pimentel… João
- Rómulo Fragoso… Tó
- Margarida Vila-Nova… Sandra
- Noémia Costa… Generosa
- Luís Mascarenhas… padre Abílio
- José Afonso Pimentel… João
- João Maria Pinto… o barbeiro
- Pedro Laginha… Celso
- Sílvia Alberto… Carina
- Rui Reininho... Guarda